# Cheval de Dalécarlie

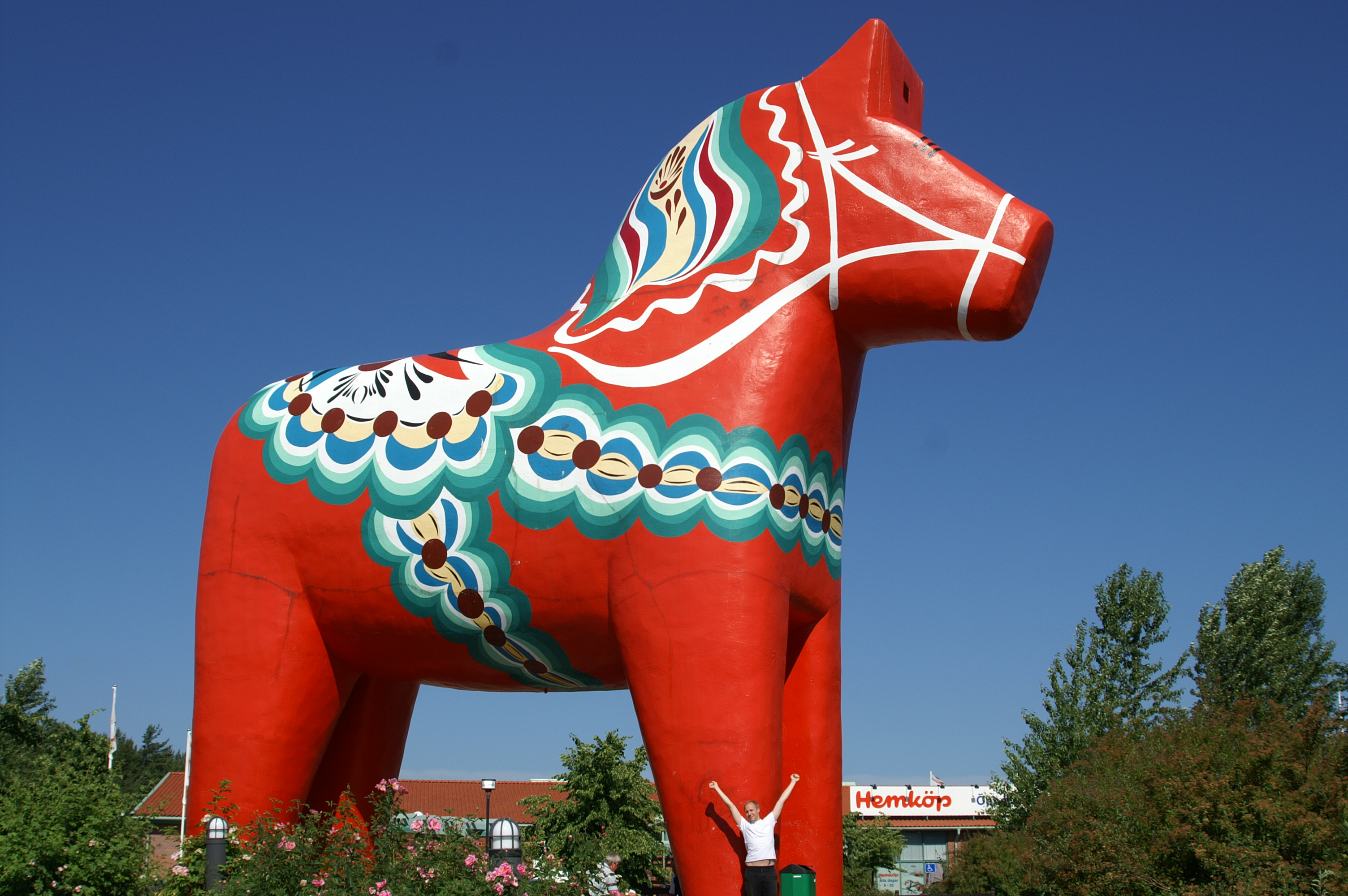
Cheval de Dalécarlie géant près de Avesta.

Le cheval de Dalécarlie, ou cheval dalécarlien, est une figurine en bois traditionnelle de la région de Dalécarlie en Suède, ayant la forme d'un cheval, généralement peinte de couleur rouge. Le cheval de Dalécarlie forme un symbole important de cette région, et plus généralement de la Suède.

## Origines
L'invention de cette figurine remonte au XVIIIe siècle. Historiquement inventée par des bucherons, une version apocryphe veut qu'elle ait été créée par  des soldats.

### Invention par des bûcherons
Les bûcherons de la région de Dalécarlie s'amusaient à sculpter des jouets pour leurs enfants dans du bois afin de passer le temps pendant les longues soirées d'hiver. Il s'agissait de chevaux le plus souvent, car cet animal avait une grande importance à l'époque pour les travaux de la ferme, comme animal de bât et de selle. Le cheval était donc un bien précieux.

### Invention par des soldats
D'après un récit de folklore apocryphe, le roi Charles XII de Suède livrait une guerre en Europe. Au cours de l'hiver 1716, de nombreux soldats logèrent chez des habitants aux environs de la ville de Mora, au bord du lac Siljan. La nourriture se faisait rare, comme souvent en temps de guerre, et l'hiver fut très rude. Selon la légende, un soldat s'amusa à sculpter un cheval dans un morceau de bois, à le peindre en rouge et à l'offrir à l'enfant de la famille qui le logeait. La mère de l'enfant offrit un bol de soupe au soldat en remerciement. Le soldat sculpta alors un autre cheval, et reçut un deuxième bol de soupe. La nouvelle se répandit rapidement chez ses camarades soldats, qui se mirent eux aussi à sculpter et à peindre des chevaux en bois en échange de nourriture.

## Évolution de la figurine

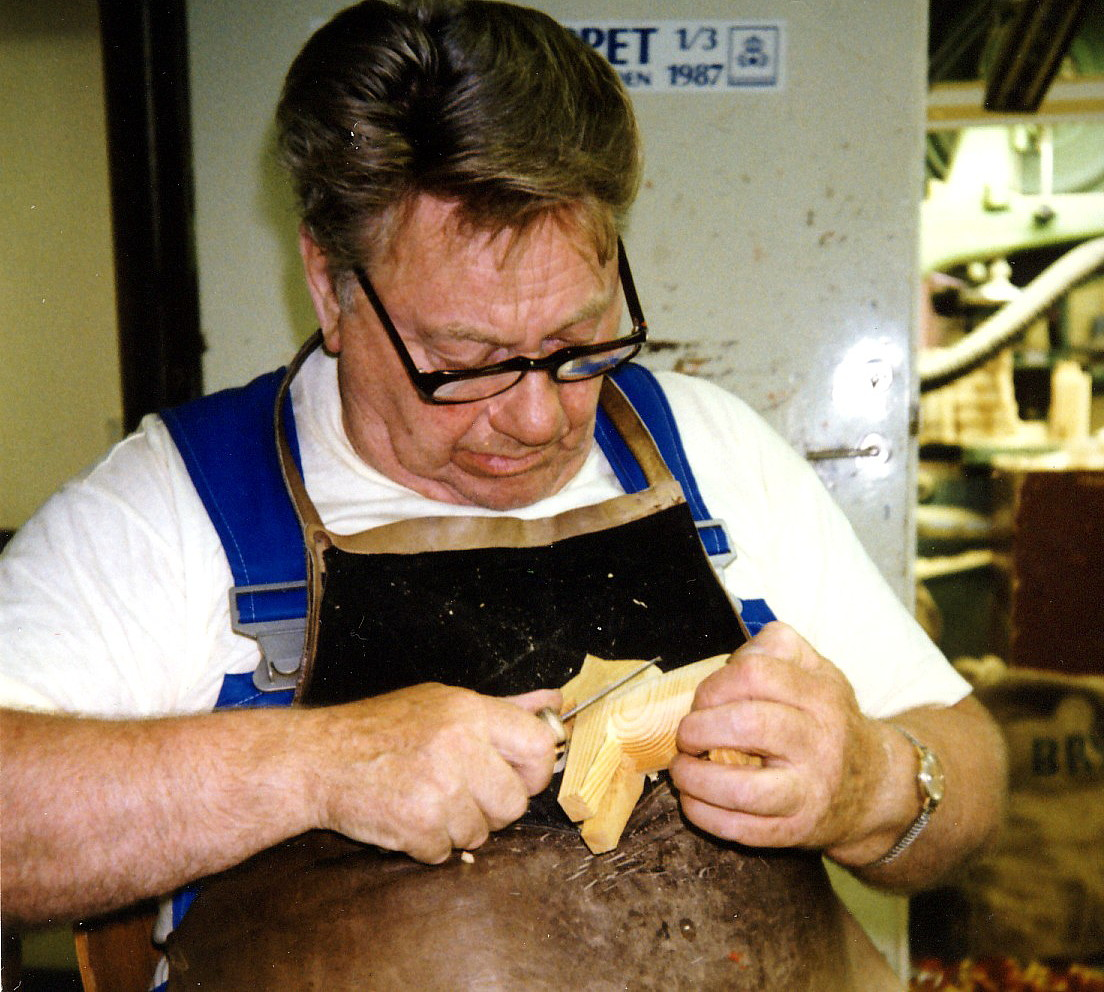
Fabrication d'une figurine.

À l'origine, le cheval de Dalécarlie était une simple figurine en bois brut. La couleur rouge semble dater du XIXe siècle et être due aux mines de cuivre des environs, de Falun notamment. Des motifs de couleur vive se joignirent au fond rouge. Le motif de la selle rappelle souvent les formes d'un calebassier et tire son origine de l'histoire de Jonas dans la Bible. Assis à l'entrée de la ville de Ninevah, il fut protégé des rayons ardents du soleil par un calebassier qui poussa à côté de lui et lui fit de l'ombre.
La fabrication commence par un bloc de bois sur lequel est tracé la silhouette du cheval. Les blocs de bois sont confiés à des artisans qui se chargent de sculpter la silhouette du cheval à la main. Les silhouettes sont ensuite renvoyées à l'atelier où elles sont immergées à trois reprises dans de la peinture, pour la couleur de fond. Le bois utilisé étant généralement du pin, il sèche pendant trois ou quatre semaines avant d'être peint : cela évite qu'il ne travaille et que la peinture se fendille. La couleur de base appliquée, il ne reste plus qu'à peindre les motifs. Ce travail est confié à des artistes. Le travail étant entièrement fait à la main, chaque cheval est unique. Désormais, il existe des chevaux de Dalécarlie de toutes les couleurs, mais le plus traditionnel reste le cheval rouge.

## Comme symbole traditionnel

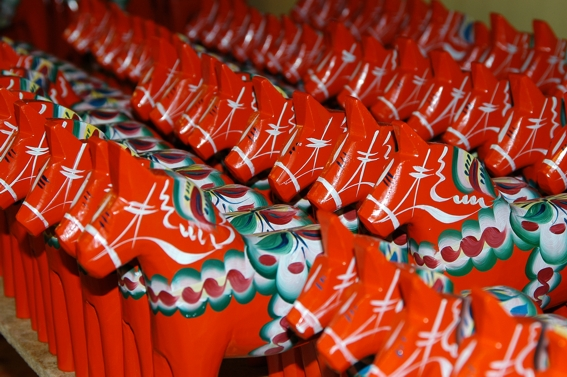
Étalage de chevaux de Dalécarlie.

L'artisanat du bois est très présent en Suède, le bois étant abondant dans ce pays, particulièrement dans la région de Dalécarlie. Le travail du bois est devenu une industrie touristique le long des rives du lac Siljan. Cette région compte beaucoup de petites fabriques familiales qui produisent des ustensiles en bois brut ou en bois peint comme des cuillères, des fourchettes, des couteaux, et des plats. Le cheval de Dalécarlie est produit dans une petite fabrique qui se trouve à Nusnäs, à quelques kilomètres de Mora.
Le cheval de Dalécarlie fut choisi pour figurer sur le stand de la Suède lors de l'exposition de Paris au milieu du XIXe siècle, et a acquis depuis une certaine popularité. Il est introduit en Amérique du Nord pendant la Foire internationale de New York 1939-1940. L'art de le fabriquer est transmis de génération en génération, et reste une tradition populaire vivante. Le cheval de Dalécarlie est devenu un symbole non officiel de la Suède. De nombreux touristes l'achètent comme souvenir.